# Amphiura protecta
Amphiura protecta is een slangster uit de familie Amphiuridae.
De wetenschappelijke naam van de soort werd in 1926 gepubliceerd door M. Hertz.